# Alberto Crespo
Alberto Augusto Crespo (Buenos Aires, 16 januari 1920 – Buenos Aires, 14 augustus 1991) was een Argentijns Formule 1-coureur.
Hij schreef zich in voor één Grand Prix; de Grand Prix van Italië van 1952 voor het team Maserati, maar wist zich niet te kwalificeren.